# Eilers Peak
Eilers Peak är en bergstopp i Antarktis. Den ligger i Östantarktis. Australien gör anspråk på området. Toppen på Eilers Peak är 1 500 meter över havet, eller 90 meter över den omgivande terrängen. Bredden vid basen är 0,52 km.
Terrängen runt Eilers Peak är huvudsakligen kuperad. Trakten är obefolkad. Det finns inga samhällen i närheten. 